# Zyklonsaison im Nordindik 2007
Die Zyklonsaison im nördlichen Indik 2007 war ein Ereignis der jährlichen Zyklus der Bildung tropischer Wirbelstürme. Sie hat keinen offiziellen Grenzen, doch tendieren Zyklone dazu, sich im Indik zwischen dem Horn von Afrika und der Malaiischen Halbinsel zwischen April und Dezember zu bilden, wobei es in den Monaten Mai und November zwei Höhepunkte der Aktivität gibt. Dabei werden die Sturmsysteme nach dem Gebiet ihrer Entstehung nach den zwei Hauptseegebieten unterteilt: das Arabische Meer westlich des Indischen Subkontinents und der Golf von Bengalen östlich davon.
Im langjährigen Durchschnitt bilden sich in diesem Becken vier bis sechs Stürme pro Saison. Das offizielle Regional Specialized Meteorological Centre in diesem Becken sitzt in Neu-Delhi und wird vom India Meteorological Department (IMD) betrieben, während das Joint Typhoon Warning Center Sturmwarnungen ausgibt, die sich primär an Einrichtungen der Vereinigten Staaten richten. Stürme, die sich in der Arabischen See bilden, erhalten die Abkürzung ARB vor ihrer laufenden Nummer; bei den im Golf von Bengalen entstehenden Systemen wird sinngemäß die Buchstabenkombination BOB vorangestellt.
Das Jahr 2007 brachte eine für dieses Becken ungewöhnlich aktive Saison; bis zu diesem Zeitpunkt handelte es sich bereits um die nach Sachschäden gerechnet folgenschwerste Saison seit Beginn der Aufzeichnungen. Bis heute wurde die Saison diesbezüglich nur durch die Saison 2008 übertroffen. In der Saison 2007 wurden seit Einführung der Namensgebung in diesem Becken mit den Zyklonen Sidr und Gonu erstmals zwei Zyklone der Kategorie 5 nach der Saffir-Simpson-Hurrikan-Windskala beobachtet. Mindestens 4545 Personen wurden durch die Auswirkungen der tropischen Stürme und Depressionen getötet; der gemeldete Schaden wurde auf 6,4 Milliarden US-Dollar summiert.

## Stürme

### Depression BOB 01
Ein Gebiet mit gestörtem Wetter bildete sich am 26. April östlich der Malaiischen Halbinsel. Das System konsolidierte sich langsam und das Thai Meteorological Department (TMD) klassifizierte das System am 1. Mai im Golf von Thailand als tropische Depression. Das System wanderte westwärts, zog in Chumphon über Land, überquerte des Isthmus von Kra und gelangte dann in die Andamanensee. Das System intensivierte sich leicht und wurde spät am 3. Mai vom India Meteorological Department (IMD) als Depression klassifiziert. Diese begann dann, nach Norden zu ziehen und überquerte am Morgen des 5. Mai die Küste im Rakhaing-Staat in Myanmar zum zweiten Mal. Nach dem Landfall schwächte sich das System zu einem Tiefdruckgebiet ab und das RSMC gab sein letztes Bulletin zu dem System aus.
Während das tropische Tiefdruckgebiet über den Isthmus von Kra hinwegzog, gab das TMD für die westlichen Provinzen Thailands Warnungen vor Starkregen und Sturzfluten aus. In der Provinz Ratchaburi bereiteten Zivilschützer am 3. Mai die Evakuierung von Ortschaften in dem bergigen Gebiet vor. Einen Tag später wurde die Provinz Prachuap Khiri Khan zum Katastrophengebiet erklärt, nachdem niedrig gelegene Gebiete bis zu einen Meter hoch überschwemmt waren. Im Provinzhauptort Prachuap Khiri Khan wurde ein Gefängnis überflutet, sodass die Gefangenen nach Ratchaburi gebracht werden mussten. In der Provinz Surat Thani hatten Erdrutsche den Verkehr zum Erliegen gebracht. Zahlreiche Erdrutsche meldeten auch Gebiete in anderen Provinzen. Nach dem zweiten Landfall des Systems in Myanmar kam es auch im Nordwesten Thailands zu starken Niederschlägen.

### Cyclonic Storm Akash
Am 13. Mai klassifizierte das India Meteorological Department eine Depression über dem zentralen Golf von Bengalen, die sich am 10. Mai gebildet und stetig intensiviert hatte, kurz nachdem das Joint Typhoon Warning Center einen Tropical Cyclone Forming Alert ausgerufen hatte. Im Tagesverlauf stufte das JTWC das System zu einem tropischen Zyklon hoch und bezeichnete es als 01B. Am 14. Mai stufte das IMD das System als Deep Depression ein und sechs Stunden später zum ersten zyklonischen Sturm der Saison. Akash intensivierte sich weiter und erreichte nach Ansicht des JTWC am 14. Mai einminütige Windgeschwindigkeiten in Orkanstärke. Früh am 15. Mai überquerte Akash die Küste in der Nähe der Grenze zwischen Bangladesch und Myanmar. Über Land schwächte sich der Sturm rasch ab. Der Name Akash war von Indien vorgeschlagen worden und ist das Wort für Himmel in Hindi.
Mindestens ein Fischer wurde durch Akash getötet, doch verzeichneten die Behörden nach dem Durchzug des Sturmes etwa 100 weitere vermisste Fischer. An Land kam es zu Schäden an der Ernte sowie zu Unterbrechungen bei der Stromversorgung. Etwa 80.000 Bewohner wurden vor Ankunft des Sturmes evakuiert. Der Hafen von Chittagong wurde geschlossen und alle Flüge von und in die Stadt wurden gestrichen.
Aufgrund des starken Regens, der durch die äußeren Regenbänder des Sturmes verursacht wurde, musste auf das dritte Cricketländerspiel zwischen Indien und Bangladesch verzichtet werden.

### Super Cyclonic Storm Gonu
Gonu entwickelte sich am 1. Juni aus einem bestehenden Gebiet mit Konvektionstätigkeit im Osten des Arabischen Meeres. Aufgrund guter Bedingungen in der Höhe und einer warmen Wasseroberfläche, intensivierte sich der Sturm rapide zu seinem Höhepunkt am 3. Juni mit andauernden dreiminütigen Windgeschwindigkeiten von 240 km/h. Zwar schwächte Gonu wegen trockenerer Luft und kühlerem Wasser sich ab, doch als der Zyklon spät am 5. Juni auf die Ostspitze Omans traf, war er beim Landfall der stärkste tropische Wirbelsturm, der seit Beginn verlässlicher Aufzeichnung die Arabische Halbinsel getroffen ist. Stürme vergleichbarer Intensität sind im Arabischen Meer sonst eher selten, weil Stürme in diesem Seegebiet eher klein sind und zu einer raschen Auflösung tendieren.
An der Ostküste Omans lud Gonu starke Regenmengen ab, die örtlich bis zu 610 mm erreichten und schwere Überschwemmungen auslösten. Der Zyklon verursachte in dem Land Sachschäden in Höhe von 4 Milliarden US-Dollar (in Preisen von 2007; in heutigen Preisen 5 Milliarden US-Dollar). Durch die folgenschwerste Naturkatastrophe in diesem Land wurden in Oman 49 Personen getötet. Im Iran starben durch die Auswirkungen des Sturmes 23 Personen. Hier wurde ein Sachschaden gemeldet in Höhe von 215 Millionen US-Dollar (in Preisen von 2007; in heutigen Preisen 0 Millionen US-Dollar).

### Cyclonic Storm Yemyin
Ein Tiefdruckgebiet in Verbindung mit einem Monsuntrog wurde durch das Naval Research Laboratory erstmals am 17. Juni im Golf von Bengalen ermittelt. Während der folgenden Tage entwickelte das System eine flackernde tiefe Konvektion in der Nähe eines freigestellten bodennahen Zirkulationszentrums, das durch die offene See driftete. Trotz mäßiger bis hoher vertikaler Windscherung erzeugte die Störung in Port Blair auf den Andamanen am 19. Juni einen Rückgang des Luftdrucks um bis zu 2,7 mbar (hPa). Die Konvektion hielt sich um ein zunehmend besser definiertes bodennahes Zirkulationszentrum, und die Störung konsolidierte sich unter günstiger Diffluenz weiter.
Früh am 21. Juni erklärte das India Meteorological Department (IMD) das System zu einer Depression, etwa 430 km ostsüdöstlich von Kakinada im indischen Bundesstaat Andhra Pradesh. Einige Stunden später gab das Joint Typhoon Warning Center (JTWC) einen Tropical Cyclone Formation Alert aus und warnte vor einminütigen Windgeschwindigkeiten von knapp 55 km/h. Die Depression zog rasch west-nordwestwärts in Richtung des nördlichen Küstenabschnittes von Andhra Pradesh. Ein subtropischer Rücken im Norden schwächte die Windscherung ab, die bis dahin das System paralysierte und ermöglichte so die weitere Intensivierung. Im Tagesverlauf stufte das IMD das System zur Deep Depression hoch. Während die Konvektion sich organisierte und das System sich über zunehmend warmen Wasser bewegte, begann das JTWC mit der Veröffentlichung regulärer Sturmwarnungen zum Tropischen Zyklon 03B.
Die Deep Depression zog bei Kakinada früh am 22. Juni Ortszeit über Land. Das JTWC gab etwas später seine letzte Warnung zu dem System aus, da dieses sich aufgrund der Einwirkung des Festlands und von Windscherung abzuschwächen begann. Am nächsten Tag stufte das IMD das System zu einer Depression zurück, während dies über das Deccan Plateau.zog. Am 24. Juni gab da RSMC seine letzte Warnung aus, obwohl das System ins Arabische Meer gezogen war. Mindestens 140 Personen hatten die Auswirkungen des Sturms in Indien getötet, und weitere 21 Personen tötete der Sturm bis dahin in der Region um das pakistanische Karatschi durch Regen und wohl mit den Ausläufern des Zyklons verbundene starke Winde. Das Pakistan Meteorological Department (PMD) hatte vom 22. Juni an vor Starkregen und Windböen gewarnt.
Das JTWC stellte in seinem Significant Tropical Weather Outlook für den nördlichen Indischen Ozean am 24. Juni fest, dass eine starke monsunale bodennahe Luftströmung zur zyklonischen Aktivität des Systems beitrug und dass die vertikale Windscherung gering und die Wasseroberflächentemperatur ausreichend hoch waren. Es warnte davor, dass diese Faktoren zu einer rapiden Regenerierung des Systems führen könnten. Früh am 25. Juni gab das JTWC zum zweiten Mal einen TCFA für dieses System aus. Kurz danach nahmen sowohl das RSMC als auch das JTWC die regelmäßigen Warnungen zu dem System wieder auf.
Als die Depression direkt vor der pakistanische Küste nach Nordwesten zog, erreichte sie Windgeschwindigkeiten von rund 48 km/h und der Oberflächenluftdruck in Karatschi wurde gegen Mittag des 25. Juni mit 990 mbar festgestellt. Nach den Angaben des PMD zog das Zentrum des Systems in etwa 90 km Entfernung an Karatschi vorbei. Infolge günstiger Bedingungen und dem Vorhandensein einer sich vertiefenden Konvektion intensivierte sich das System im Tagesverlauf erneut zu einer Deep Depression. Nach weiterer Organisierung kam es um 03:00 Uhr UTC an der Küste von Makran zwischen Ormara und Pasni in Belutschistan im Südwesten Pakistans zum zweiten Landfall des Systems. Nach dem Erreichen des Festlands setzte eine langsame Abschwächung des Systems ein, und das JTWC gab spät am 26. Juni seine letzte Warnung aus.
Der Sturm überraschte zwei Frachter, Al-Picaso und Lady Hamad, sowie vier Fischerboote, etwa 100 Seemeilen vor Karatschi. Die pakistanische Marine rettete 56 Seeleute von den beiden Frachtern und 36 Fischer von den Fischerbooten. Der starke Regen des Sturmes führte dazu, dass es im Tal des Ketsch zu schweren Überschwemmungen kam, von denen auch die Stadt Turbat betroffen war und weswegen rund 10.000 Personen ihre Häuser verlassen mussten. Mindestens 380 Bewohner der Provinz Belutschistan starben durch die Auswirkungen des Sturms, weitere 250 Tote verursachten die Starkregenfälle in der Provinz Sindh und 100 in der North-West Frontier Province, und weitere Regenfälle, die das Resttief des Zyklons auslöste, erschwerten die Rettungsmaßnahmen. Mindestens zehn Distrikte in Belutschistan und vier Distrikte in Sindh und somit mindestens 1,5 Millionen Bewohner der beiden Provinzen waren von den Auswirkungen des Sturmes betroffen. Über 80 Personen wurden durch Überschwemmungen und Sturzfluten in Afghanistan getötet, die das Resttief ausgelöst hatte.
Das PMD bezeichnete die Deep Depression in seinen Warnungen und Analysen als Tropischen Zyklon Yemyin, was der nächste Name auf der Liste der Namen tropischer Wirbelstürme zu dem Zeitpunkt gewesen war, obwohl das RSMC in Neu-Delhi das System im operativen Betrieb nicht benannte. Bei der Nachanalyse stufte das IMD die Deep Depression jedoch zum Cyclonic Storm auf und gab ihm nachträglich den Namen Yemyin.

### Deep Depression BOB 04
Am 28. Juni organisierte sich eine Wetterstörung im Golf von Negalen, die zwei Tage zuvor entstanden war, zunehmend besser. Das India Meteorological Department als zuständiges RSMC stellte die Bildung einer Depression um 00:00 Uhr UTC (05:30 IST) südöstlich von Puri im indischen Bundesstaat Orissa fest. Drei Stunden später stufte das IMD das System auf zu einer „praktisch stationären“ Deep Depression hoch. Das Joint Typhoon Warning Center (JTWC) gab kurz darauf ein Tropical Cyclone Formation Alert aus und bemerkte, dass Beobachtungen an der Ostküste des Subkontinents einen Rückgang des atmosphärischen Luftdrucks ergeben hatten, die mit dem Zustand der Entwicklung des Systems korrespondierten. Außerdem hatte sich in der Höhe über der Störung ein Antizyklon gebildet, der die Windscherung innerhalb eines für die Entwicklung des Systems günstigen Bereiches halten würde. Im Tagesverlauf nahm das JTWC die Ausgabe von Warnungen auf, als das System nordwestwärts n Richtung der Küste von Orissa zog. Die Deep Depression zog früh am 29. Juni bei Pun über Land. Weil das System ins Landesinnere abzog, stellte das JTWC die Ausgabe von Warnungen im Tagesverlauf ein. Früh am 30. Juni lag es über Madhya Pradesh und Chhattisgarh, als das IMD das System zu einer Depression abstufte; sechs Stunden später veröffentlichte das RSMC die letzte Warnung zu BOB 04.
Das Pakistan Meteorological Department hat bereits am 28. Juni erstmals davor gewarnt, dass das Resttief des Systems Potential habe, heftigen Regen und starken Wind in die vier Provinzen Pakistans zu tragen und befürchtete eine Verschärfung der Situation in den bereits infolge von Zyklon Yemyin überschwemmten Gebieten. In der Warnung vom 1. Juli wies das PMD auf die hohe Wahrscheinlichkeit hin, dass das System statt wie ursprünglich angenommen nach Nordwesten eher westwärts in den Süden der Provinz Sindh ziehen und sich über dem Arabischen Meer regenerieren würde. Das Resttief wurde auch im früh am 2. Juli bekanntgegebenen Significant Tropical Weather Advisory des JTWC erwähnt. Nach der Überquerung des Deccan Plateau befand sich die Konvektion südwestlich des Zentrums im Arabischen Meer, doch mehrere Zirkulationszentren lagen noch über dem indischen Festland, nordnordöstlich von Mumbai. Schließlich wurde das Zirkulationszentrum vollständig freigestellt, und das JTWC ging einige Stunden später nicht mehr von einer Entwicklung des Systems aus.
Über dem Westen Indiens liegend, brachten heftige Gewitter in Verbindung mit dem Resttief des Systems heftige Regenfälle nach Maharashtra und verursachten in Mumbai und in der Division Amravati nordöstlich von Mumba durch Überflutungen und Starkwind Störungen im Verkehr. In Mumbai wurden 243 mm Niederschlag gemessen. Mindestens 43 Personen wurden in dem Bundesstaat getötet, und 14 weitere starben an den Auswirkungen des Sturmsystems in Gujarat. Bis zu 462 mm Niederschlag fielen im Distrikt Bharuch.

### Deep Depression BOB 05
Am 1. Juli begann das Naval Research Laboratory (NRL) mit der Verfolgung einer sich entwickelnden Störung im nördlichen Golf von Bengalen. Nach der Bildung eines Tiefdruckgebietes und eines Zirkulationszentrums, erklärt das IMD das System zur Depression und nahm die Ausgabe von Warnungen auf; das System befand sich zu diesem Zeitpunkt etwa 150 km südöstlich von Kalkutta in Westbengalen. Das System war im Tagesverlauf nach Ainsicht des JTWC bereits über Land im südwestlichen Bangladesch. Doch am nächsten Tag, als die Depression nordwestwärts über das Gangesbecken in Westbengalen zog, stufte das IMD das System auf zu einer Deep Depression. Früh am 6. Juli lag das westwärts ziehende System in der Nähe von Bankura.
Als sich das System schließlich über dem nördlichen Chhattisgarh abschwächte, wurde es am 7. Juli vom IMD zu einer Depression zurückgestuft. Das IMD setzte die Warnungen nach der Abschwächung über Madhya Pradesh am 8. Juli nicht mehr fort. Früh am nächsten Tag reintensivierte sich das System bei Shivpuri, im Nordwesten des Bundesstaates, sodass das IMD noch einmal Sturmwarnungen aufnahm, doch im Tagesverlauf gab das IMD schließlich endgültig seine letzte Warnung aus.
Die Depression führte starke Niederschläge nach Kalkutta, wo 16 Personen umkamen. Innerhalb von drei Tagen fiel ungefähr eine Regenmenge, wie sie üblicherweise 20 Prozent der gesamten Monsunsaison entspricht.

### Deep Depression BOB 06
Am 5. August lag im nordwestlichen Golf von Bengalen ein Tiefdruckgebiet, das sich 230 km östlich von Balasore in eine Depression organisierte. Die Depression bildete sich unmittelbar nachdem monsunale Überschwemmungen über 200 Bewohner in der Region getötet hatten. Das System vertiefte sich leicht und wurde zur Deep Depression hochgestuft, bevor es in Richtung der Küste Orissas zog. Das System zog weiter nach West-Nordwesten und gelangte nördlich von Paradip bei Cuttack früh am nächsten Tag über Land.
Am 7. August warnte das Pakistan Meteorological Department vor einer Regenerierung des Systems im Arabischen Meer, nachdem es Gujarat überquert hatte, doch erfüllten sich diese Prognosen nicht.

### Depression BOB 07
Am 21. September wurde vom RSMC in Neu-Delhi ein Tiefdruckgebiet 230 km südsüdöstlich von Puri zur Depression erklärt. Am nächsten Tag gelangte das System mit Windgeschwindigkeiten von 45 bis 55 km/h bei Puri über Land, ohne sich wesentlich zu intensivieren.

### Depression BOB 08
Spät am 27. Oktober wurde eine Wetterstörung etwa 600 km ostsüdöstlich von Chennai als Depression BOB 08/2007 klassifiziert. Früh am 29. Oktober degenerierte das System in ein Tiefdruckgebiet. Das System führte in Chennau zu starken Regenfällen und starken Windböen, wodurch insgesamt 15 Bewohner ums Leben kamen.

### Deep Depression ARB 02
Am 27. Oktober wurde ein Gebiet mit einer Wetterstörung etwa 885 Seemeilen östlich vom Kap Guardafui, Somalia vom RSMC Neu-Delhi als Depression ARB 02 klassifiziert. Am nächsten Tag stufte das Joint Typhoon Warning Center die Depression als Tropischen Zyklon 05A ein. Kurze Zeit später stufte das RSMC die Depression zu einer Deep Depression hoch. Das System entwickelte sich jedoch nicht weiter und degenerierte am 2. November in ein Tiefdruckgebiet, das weiter nach Westen zog.

### Very Severe Cyclonic Storm Sidr
Eine Wetterstörung entwickelte sich ab dem 9. November in der Nähe der Andamanen. Sie organisierte sich zunehmend besser, nachdem sie südlich an den Inseln vorübergezogen war, und schließlich wurde das System vom RSMC früh am 11. November als Depression BOB 09 klassifiziert. Zur selben Zeit stufte das Joint Typhoon Warning Center das System als Tropischen Zyklon 06B ein. Im Tagesverlauf intensivierte sich das System zu einer Deep Depression, die sich langsam nordwestwärts bewegte. Das IMD stufte das System früh am 12. November zu einem zyklonischen Sturm hoch und vergab den Namen  Sidr. Der Wirbelsturm begann sich rasch zu intensivieren und zog dabei weiter nach Nordwesten. Später an dem Tag stufte das IMD Sidr zu einem schweren zyklonischen Sturm und früh am nächsten Tag zu einem sehr scheren zyklonischen Sturm hoch.
Nachdem der Sturm sich zy einem Zyklon äquivalent zur Kategorie 4 der Saffir-Simpson-Hurrikan-Windskala intensiviert hatte, wurden im Osten von Indien und in Bangladesch tausende von Angehörigen des Zivilschutzes mobilisiert. Für niedrig gelegene Gebiete an der Küste wurden Massenevakuierungen eingeleitet, obwohl nur für etwa 500.000 der über zehn Millionen betroffenen Menschen Notunterkünfte verfügbar waren. Das IMD löste am 14. November für Orissa und Westbengalen Zyklonalarm aus. Am Morgen des 15. November erreichte Zyklon Sidr mit dreiminütigen Windgeschwindigkeiten von 215 km/h nach den Angaben des IMD und einminütigen Windgeschwindigkeiten von 260 km/h nach Angaben des JTWC. seine größte Intensität. Sidr gelangte offiziell gegen 17:00 Uhr UTC an diesem Tag über Land und erreichte dabei noch seine Spitzenwindgeschwindigkeit. Nach dem Landfall schwächte sich der Zyklon rasch ab und bereits früh am 16. November gab das IMD seine letzte Warnung zu Zyklon Sidr aus. Der Name Sidr wurde von Oman vorgeschlagen und ist das arabische Wort für einen Baum, der zur Gattung Ziziphus gehört, nämlich der Ziziphus spina-christi.
In der Analyse nach der Saison stufte das JTWC Sidr stärker ein, als im operativen Betrieb. Sidr wurde somit zum Kategorie-5-Zyklon hochgestuft und damit waren erstmals im nördlichen Indik während einer Saison zwei Zyklone in dieser Stärke beobachtet worden.

## Sturmnamen
Die Namen der tropischen Wirbelstürme im nördlichen Indik werden fortlaufend und jeweils nur einmal verwendet, sodass keine Namen besonders schlimmer Stürme gestrichen werden. In der Saison wurden die folgenden Namen verwendet:
- Akash
- Gonu
- Yemyin[39]
- Sidr